# Andreas Mölzer
Andreas Mölzer (n. 2 decembrie 1952, Leoben, Stiria, Austria) este un om politic austriac, membru al Parlamentului European în perioada 2004-2009 din partea Austriei. (FPÖ)